# Кристаллические сланцы
Кристалли́ческие сла́нцы — метаморфические горные породы, имеющие кристаллическое строение и характеризующиеся полосчатой текстурой. 
Виды кристаллических сланцев по минералогическому составу: амфиболовые, тальковые, слюдовые и прочие. Данные сланцы используют в качестве строительного материала и огнестойкого сырья.

## Формирование
Во время метаморфизма породы, которые изначально были осадочными, магматическими или метаморфическими, превращаются в сланцы и гнейсы. Если состав горных пород изначально был похож, их может быть очень трудно отличить друг от друга в случае большого метаморфизма. Кварцевый порфир, например, и мелкозернистый песчаник могут быть преобразованы в серый или розовый слюдяной сланец. Однако обычно можно различить осадочные и магматические сланцы и гнейсы. Если, например, весь район, занятый этими породами, имеет следы слоистости, обломочной структуры или несогласованного залегания горных пород, то это может быть признаком того, что исходная порода была осадочной. В других случаях интрузивные соединения, закаленные края, контактные изменения или порфировая структура могут доказать, что в своем первоначальном состоянии метаморфический гнейс был магматической породой. Это часто связано с химией, поскольку есть определенные типы горных пород, которые встречаются только в виде отложений, в то время как другие встречаются только среди вулканических масс, и каким бы развитым ни был метаморфизм, он редко очень сильно изменяет химический состав массы. Такие породы, как известняки, доломиты, кварциты и глинозёмистые сланцы, имеют очень определённые химические характеристики, которые отличают их даже после полной перекристаллизации. 
Сланцы классифицируются в основном по минералам, из которых они состоят, и по их химическому составу. Например, многие метаморфические известняки, мраморы и известняковые сланцы с кристаллическими доломитами содержат силикатные минералы, такие как слюда, тремолит, диопсид, скаполит, кварц и полевой шпат. Они происходят из известковых отложений разной степени чистоты. Другая группа богата кварцем (кварциты, кварцевые сланцы и кварцевые гнейсы) с переменным количеством белой и черной слюды, граната, полевого шпата, цоизита и роговой обманки. Когда-то это были песчаники и песчанистые породы. Легко предположить, что графитовые сланцы представляют собой отложения, когда-то содержавшие уголь или остатки растений. Встречаются также сланцевые железняки (гематитовые сланцы), но метаморфические пласты соли или гипса чрезвычайно редки. Среди сланцев магматического происхождения встречаются шелковистые известково-сланцы, слоистые серпентины (некогда ультраосновные массы, богатые оливином), а также белые слюдяные сланцы, порфироиды и полосчатые галлефлинты, которые образовались из риолитов, кварцевых порфиров и кислых туфов. Однако большинство слюдяных сланцев представляют собой измененные аргиллиты и сланцы и переходят в нормальные осадочные породы через различные типы филлитов и слюдистых сланцев. Они являются одними из самых распространенных метаморфических пород; некоторые из них графитовые, другие известковые. Разнообразие по внешнему виду и составу очень велико, но они образуют четко очерченную группу, которую нетрудно распознать по обилию черных и белых слюд и их тонкому слоистому сланцевому рисунку. Подгруппа - андалузитовые, ставролитовые, кианитовые и силлиманитовые сланцы, которые обычно появляются вблизи гнейсовых гранитов и предположительно подверглись контактному метаморфизму.